# أتومارية
أتومارية (الاسم العلمي Atomaria)، جنس حشرات من غمديات الأجنحة وفصيلة الملتهمات الخفية. هناك ما لا يقل عن 160 نوعًا موصوفًا في الأتومارية